# Arlen López
Arlen López Cardona (Guantánamo, 21 februari 1993) is een Cubaans bokser. Hij werd olympisch kampioen in de middengewichtklasse op de Olympische Spelen van 2016 en won 4 jaar later het goud in de halfzwaargewichtklasse op de Olympische Spelen van 2020.

## Erelijst

### Olympische Spelen
- 2016 in Rio de Janeiro, Brazilië (–75 kg)
- 2020 in Tokio, Japan (–81 kg)

### Wereldkampioenschappen
- 2015 in Doha, Qatar (–75 kg)

### Pan-Amerikaanse Spelen
- 2015 in Toronto, Canada (–75 kg)
- 2019 in Lima, Peru (–75 kg)

1904: Charles Mayer ·
1908: John Douglas ·
1920: Harry Mallin ·
1924: Harry Mallin ·
1928: Piero Toscani ·
1932: Carmen Barth ·
1936: Jean Despeaux ·
1948: László Papp ·
1952: Floyd Patterson ·
1956: Gennadi Sjatkov ·
1960: Eddie Crook ·
1964: Valeri Popentsjenko ·
1968: Chris Finnegan ·
1972: Vjatsjeslav Lemesjev ·
1976: Michael Spinks ·
1980: José Gómez ·
1984: Shin Joon-sup ·
1988: Henry Maske ·
1992: Ariel Hernández ·
1996: Ariel Hernández ·
2000: Jorge Gutiérrez ·
2004: Gaidarbek Gaidarbekov ·
2008: James DeGale ·
2012: Ryōta Murata ·
2016: Arlen López ·
2020: Hebert Conceição ·
2024: Oleksandr Chyzjnjak
1920: Eddie Eagan ·
1924: Harry Mitchell ·
1928: Victorio Avendaño ·
1932: David Daniel Carstens ·
1936: Roger Michelot ·
1948: George Hunter ·
1952: Norvel Lee ·
1956: James Boyd ·
1960: Cassius Clay ·
1964: Cosimo Pinto ·
1968: Danas Pozniakas ·
1972: Mate Parlov ·
1976: Leon Spinks ·
1980: Slobodan Kačar ·
1984: Anton Josipović ·
1988: Andrew Maynard ·
1992: Torsten May ·
1996: Vasili Zjirov ·
2000: Aleksandr Lebzjak ·
2004: Andre Ward ·
2008: Zhang Xiaoping ·
2012: Jegor Mechontsjev ·
2016: Julio César La Cruz ·
2020: Arlen López